# Nazionale maschile under 20 di calcio di Tahiti
La nazionale di calcio del Tahiti Under-20 è la rappresentativa calcistica della Polinesia francese.

## Partecipazioni a competizioni internazionali

### Mondiali Under-20
| Anno | Luogo               | Piazzamento     | V | N | P | Gol  |
| ---- | ------------------- | --------------- | - | - | - | ---- |
| 1991 | Portogallo          | Non qualificata | - | - | - | -    |
| 1993 | Australia           | Non qualificata | - | - | - | -    |
| 1995 | Qatar               | Non qualificata | - | - | - | -    |
| 1997 | Malaysia            | Non qualificata | - | - | - | -    |
| 1999 | Nigeria             | Non qualificata | - | - | - | -    |
| 2001 | Argentina           | Non qualificata | - | - | - | -    |
| 2003 | Emirati Arabi Uniti | Non qualificata | - | - | - | -    |
| 2005 | Paesi Bassi         | Non qualificata | - | - | - | -    |
| 2007 | Canada              | Non qualificata | - | - | - | -    |
| 2009 | Egitto              | Primo turno     | 0 | 0 | 3 | 0:21 |
| 2011 | Colombia            | Non qualificata | - | - | - | -    |
| 2013 | Turchia             | Non qualificata | - | - | - | -    |
| 2015 | Nuova Zelanda       | Non qualificata | - | - | - | -    |
| 2017 | Corea del Sud       | Non qualificata | - | - | - | -    |
| 2019 | Polonia             | Primo turno     | 0 | 0 | 3 | 0:14 |
| 2023 | Argentina           | Non qualificata | - | - | - | -    |